# 毛果通泉草
毛果通泉草（学名：Mazus spicatus）为玄参科通泉草属下的一个种。

## 扩展阅读
- 維基物種上的相關：毛果通泉草